# Gué réfléchi
Le gué réfléchi (capitale , minuscule ) est une lettre additionnelle de l'alphabet latin qui a été utilisée dans l’écriture de l’abkhaze de 1928 à 1938, de l’abaza, du kabarde et de l’oudi.

## Utilisation
Le gué réfléchi a été utilisé dans l’alphabet latin abkhaze de Yakovlev de 1930.

Alphabet abkhaze latin de 1930.
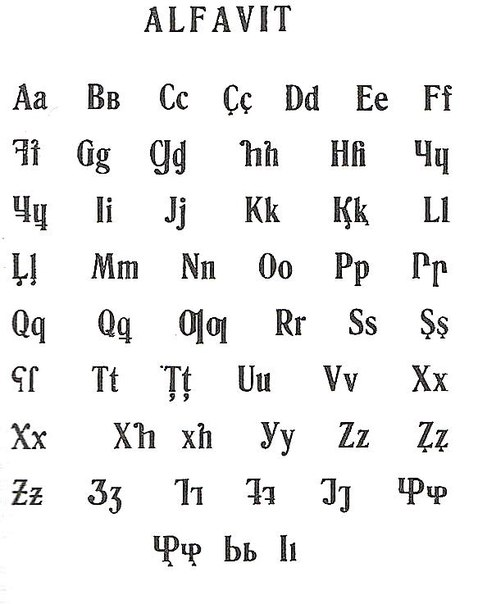
Alphabet abaza latin de 1932.

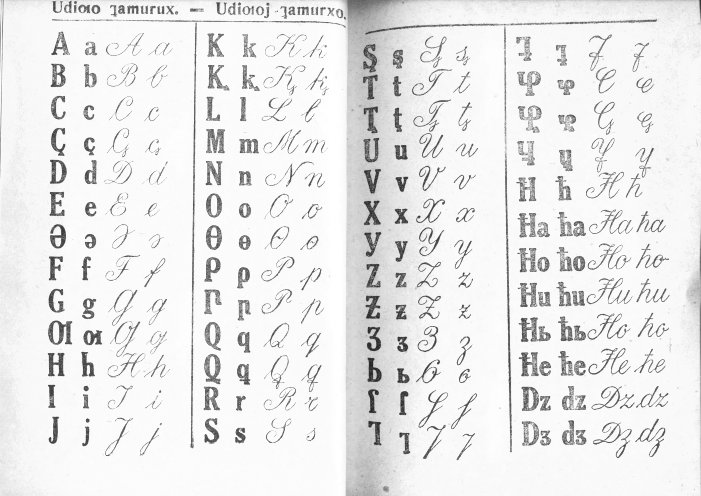
Alphabet oudi latin de 1934.

## Représentation informatique
Cette lettre ne possède pas de représentations Unicode.
| formes    | représentations | chaînes de caractères | points de code | descriptions                                    |
| --------- | --------------- | --------------------- | -------------- | ----------------------------------------------- |
| capitale  |                 | —                     | —              | lettre majuscule latine gué réfléchi            |
| minuscule |                 | —                     | —              | lettre minuscule latine gué réfléchi à long fût |